# Сребирна (заповідник)
Природний заповідник Сребирна (болг. Природен резерват Сребърна) — природоохоронна територія на півночі Болгарії за 17 км на захід від міста Сілістра. Заснований у 1952 році. Загальна площа — 600 га. Охоплює болотисті території навколо озера Сребирна. Озеро вважається заповідним в першу чергу через величезне розмаїття перелітних птахів. ЮНЕСКО включило його до списку біосферних заповідників у 1983 році.

## Назва
Назва озера, що дало назву заповіднику, перекладається з болгарської мови як «Срібне озеро».

## Характеристика

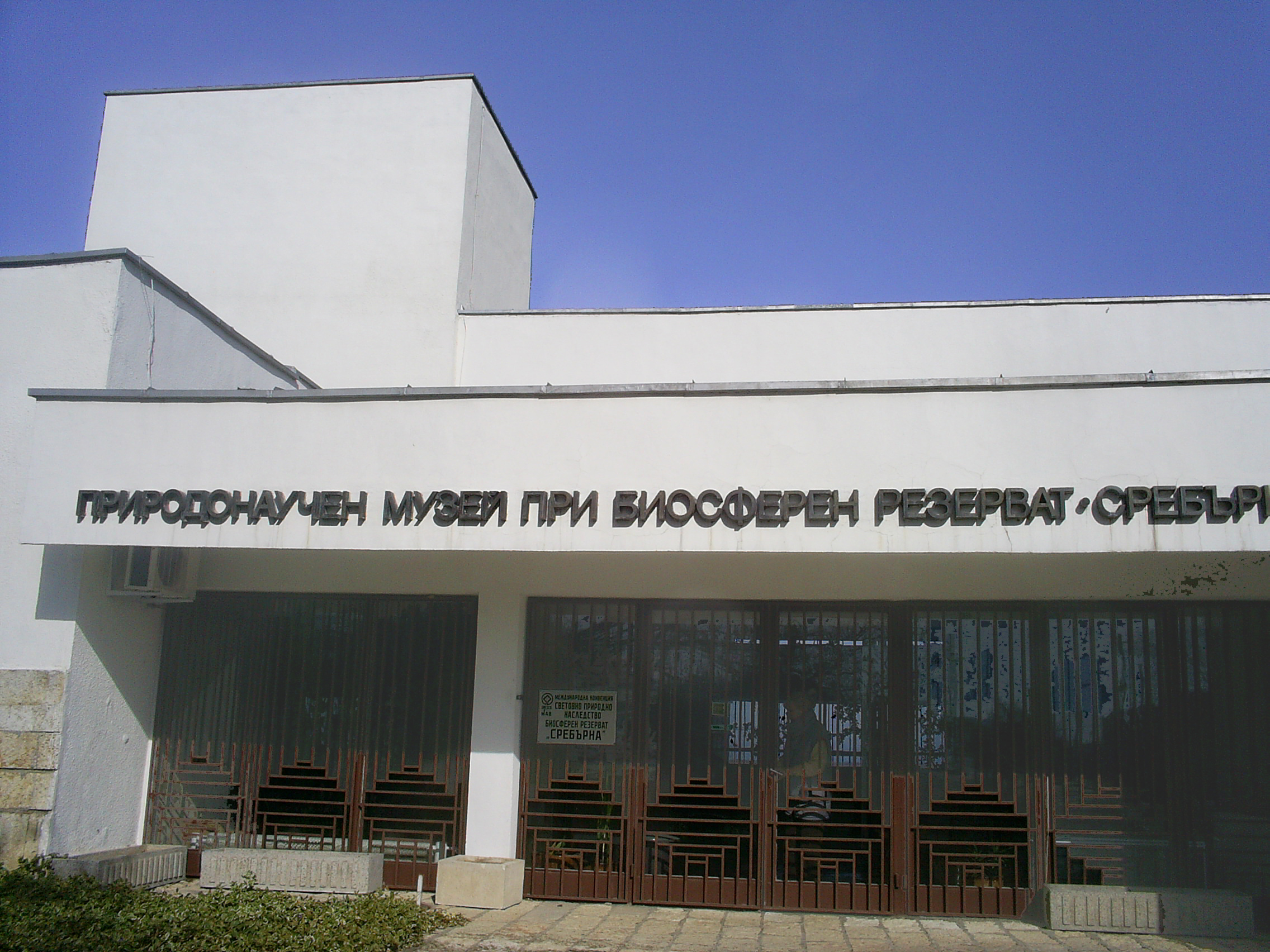
Музей заповідника

Ця водойма в заплаві Дунаю дає багатьом птахам притулок і корм в заростях очерету, що майже цілком покривають озеро. Вона знаходиться на міграційному шляху перелітних птахів, що називається Via Pontica. Тут зустрічається 180 видів пернатих (половина з тих, що мешкають в Болгарії), причому понад сто видів гніздиться на озері, а решта відвідують його під час перельотів. Особливо знаменита тутешня колонія кучерявих пеліканів, якій вже понад сто років. Ці величезні, з розмахом крил 1,5 м, птахи воліють селитися на плавучих очеретяних островах, де їм не небезпечні лисиці та інші хижаки. У Сребарні збираються в теплу пору дві третини європейської популяції рідкісних чорних крячків. У заростях очерету виводять пташенят малі баклани, колпиці та коровайки, тут багато також малих білих чапель, качок, гусей та інших водоплавних птахів. Є також 6 видів риб, черепахи, змії та різноманітна рослинність.
Природний заповідник також включає музей, де зберігаються опудала місцевих видів птахів. З оглядового майданчика орнітологи за допомогою біноклів спостерігають за поведінкою озерних мешканців. За допомогою відеокамери, встановленої посеред озера, за птахами можна спостерігати через інтернет. Навколо заповідника зроблена екологічна стежка, використовуючи яку відвідувачі можуть насолодитися приємними краєвидами на спеціально побудованих оглядових майданчиках або ж відпочити в альтанках.